# Belacane

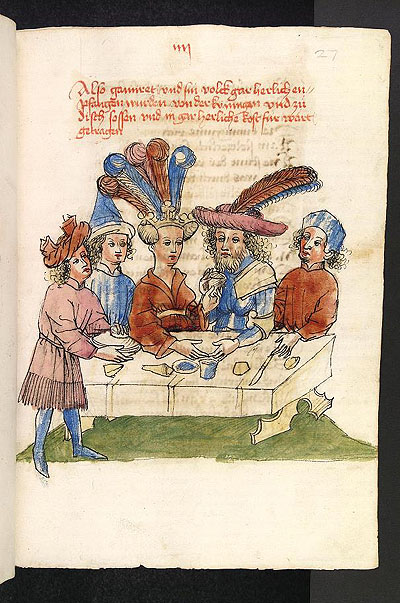
Belacane bedient Gahmuret en zijn gevolg, jaren 1440

Belacane (in het Engels 'een Afrikaanse koningin') is een romanfiguur, die voorkomt in het boek Parzival van Wolfram von Eschenbach uit de 13e eeuw. Ze speelt met name een rol in het eerste van de zestien avonturen. 
Ze is de Moorse koningin van het land Zazamanc, die resideert in de burcht Patelamunt aan de kust. Gahmuret, Gandins zoon,  Parzivals vader, landt na een storm aan haar kust en bevrijdt haar van haar belegeraars: het leger van de Schotse koning Vridebrant en de Moorse hertog Razalic van Azagouc. Na de overwinning vindt een bruiloftsfeest plaats en Gahmuret is heer van Zazamanc. Toch vertrekt hij heimelijk, omdat zij niet in zijn geloof is gedoopt en in zijn laatste brief vertelt hij haar over zijn familiestamboom, mocht ze van een zoontje bevallen. Dan huwt Gahmuret een koningin van Waleis (Wales), Herzeloyde, die moeder wordt van Parzival. Later ontmoet Parzival zijn halfbroer Feirefiz, die een zwart-wit gevlekte huid heeft. Feirefiz wordt koning van Tribalibot (India) en de vader van Priester Johan.  
Belacane, de koningin van Zazamanc werd verliefd op de Moorse koning Isenhart van Azagouc, zoon van Tankanis en hij was verliefd op haar. Maar zij bleef haar maagdelijkheid behouden en dat leidde er toe, dat Isenhart zich van zijn bescherming ontdeed en zo elke strijd aanging. Zijn helm van adamas schonk hij aan de Schotse koning Vridebrant. Later zou deze helm in het bezit komen van Gahmuret. Isenhart raakte in gevecht met Protyzilas, een vorst uit Belacane's gevolg en zij doorboorden elkaar. Uit wraak voor de dood van hun koning begon het Moorse leger een aanval op Patelamunt met in haar vaandel de doorstoken Isenhart. Het leger van Belacane verdedigde zich onder een vaandel met Belacane als beeltenis met 'twee tot de eed gestrekte vingers'. De Moren werden bijgestaan door de Schotse koning Vridebrant, die door huwelijk aan Isenhart verwant was. Vridebrant was zelf al naar Schotland vertrokken, toen Gahmuret het voor Belacane ging opnemen. Vridebrant had immers omwille van een zekere Herlinde koning Hernant gedood en diens verwanten maakten het hem nu lastig. Maar Vridebrants vier bondgenoten waren er nog wel: de Schotse hertog Huteger, Gaschier de Oriman (uit Normandië), koning Kaylet van Hoskurast uit Spane (Spanje) en diens gevangengenomen neef graaf Killirjacac.
Na een overnachting bij de burggraaf en maarschalk Lachfilirost overwint Gahmuret 's morgens Huteger en Gaschier van Normandië, die zich overgeven. Gaschier vraagt de Schotten de strijd te staken. Met Kaylet wilde Gahmuret in het geheel niet strijden, want hij is zijn neef: Kaylet is de zoon van de zuster van Schoëtte, Gahmurets moeder. Als Gahmuret ook Razalic, de hoofdman van het Moorse leger van Azagouc, verslaat, wordt iedereen ten paleize uitgenodigd en wordt de vrede bekrachtigd. Killirjacac mag de gevangenis verlaten. Gahmuret verdeelt veel land onder zijn nieuwe vazallen. 's Nachts delen Gahmuret en Belacane het bed. Na de bruiloft wil Gahmuret al gauw op avontuur en scheept zich 's nachts stilletjes in. In een laatste brief vertelt hij Belacane over zijn familiestamboom: zijn vader Gandin was de zoon van Addanz. Addanz en Utepandragun waren zonen van de broers Lazalies en Brickus. Mazadan was hun vader, die door de fee TerdelaSchoye naar Feimurgan was ontvoerd.
Belacane bevalt van Feirefiz, die zowel zwart als wit is. Na haar dood gaat Feirefiz op zoek naar zijn vader Gahmuret, maar hij komt er achter dat die al was overleden vóór de geboorte van zijn jongere halfbroer Parzival. Hij gaat met zijn halfbroer naar de graalburcht Munsalvaesche, laat zich dopen, ziet de graal, huwt Repanse de Schoye de graaldraagster en keert met haar terug naar Tribalibot, het land dat hij van zijn geliefde, koningin Secundille, had gekregen. Secundille sterft voor zij in India aankomen. Repanse de Schoye bevalt van Johan, die later Priester Johan wordt genoemd en 'sinds die tijd heeft men de koningen daar altijd die naam gegeven'. Feirefiz propageert in India de christelijke leer.